# Мулино Посиденте (Потенца)
Мулино Посиденте (итал. Mulino Possidente) је насеље у Италији у округу Потенца, региону Базиликата.
Према процени из 2011. у насељу је живело 18 становника. Насеље се налази на надморској висини од 800 м.